# Traité instituant la Communauté européenne
Cet article parle du traité instituant la Communauté européenne et de son contenu entre 1993 et 2009. Pour le traité dans sa forme précédente, lire l'article sur le TCEE. Pour le traité suivant, voir l'article sur le TFUE.
Ne doit pas être confondu avec Traité instituant la Communauté économique européenne.
 Voir le traité sur Wikisource
Traité instituant la Communauté économique européenne Traité sur le fonctionnement de l'Union européenne
Le traité instituant la Communauté européenne (TCE), aussi appelé traité de Rome (le 25 Mars 1957), est le nom d'un des traités fondateurs de l'Union européenne tel qu'il a été modifié par le traité de Maastricht signé 7 février 1992 et entré en vigueur le 1er novembre 1993. Il remplace l'appellation traité instituant la Communauté économique européenne et apporte des modifications quant à son contenu. Il sera modifié deux fois : une première fois par le traité d'Amsterdam signé le 2 octobre 1997 et une seconde fois par le traité de Nice signé le 26 février 2001. Le traité de Lisbonne signé le 13 décembre 2007 apportera de nombreuses modifications à son contenu et en modifiera le nom en traité sur le fonctionnement de l'Union européenne.

## Historique

### Contexte
Peu après l'adoption de l'Acte unique européen, ses insuffisances furent soulevées en particulier par le Parlement européen. Ce dernier critiquait notamment la persistance du déficit démocratique de la construction européenne.
Les premières initiatives devant mener à l'adoption du traité de Maastricht, modifiant le traité CEE, portaient notamment sur l'union économique et monétaire (à l'origine, un projet franco-allemand).

### Version consolidée en 1992: après le traité de Maastricht
L'adoption du traité de Maastricht en 1992, en plus de créer le traité sur l'Union européenne, entraine des changements significatifs au traité instituant la Communauté économique européenne (TCEE), qui prend alors le nom de « traité instituant la Communauté européenne ». Les modifications apportées sont prévues par le titre II du traité de Maastricht de 1992.

#### Principes (partie I)
L'article 2 indique les « missions » de la Communauté, en vue de l'accomplissement desquelles des « actions » et « politiques » sont définies aux articles 3, 3 A et 3 B. 
L'article 2 sur les objectifs de la Communauté sont modifiés. Ainsi, parmi les moyens cités pour réaliser ces objectifs, l'union économique et monétaire et la « mise en œuvre des politiques et des actions communes citées aux articles 3 et 3 A » ont été ajoutés. La « stabilité accrue, un relèvement accéléré du niveau de vie, et des relations plus étroites entre les États qu'elle réunit » sont remplacés par « une croissance durable et non inflationniste respectant l'environnement, un haut degré de convergence des performances économiques, un niveau d'emploi et de protection sociale élevé, le relèvement du niveau et de la qualité de vie, la cohésion économique et sociale et la solidarité entre les États membres ».
Les compétences sont également modifiées. Ainsi, l'article 3(b) est résumé la seule « politique commerciale commune », l'article 3(d), devenue 3(e) ajoute la pêche au « politique commune de pêche ». Les points 3(j) à 3(t) sont ajoutés dans le traité modifié de 1992,. Ces points sont la « cohésion économique et sociale », l'« environnement », la « compétitivité de l'industrie », la « promotion de la recherche et du développement technologique », les « réseaux transeuropéens », un « niveau élevé de protection de la santé », la « promotion d'une éducation de qualité », la politique dans la « coopération en termes de développement » et la « protection des consommateurs ».
Les articles 3(g) et 6 du TCEE sur la politique économique est transformé en article 3 A, prévoyant la coordination des politiques économiques des États membres, le marché intérieur, etc. Le point 3 A(2) prévoit également la création de l'écu et la mise en place d'une politique monétaire à taux de change fixe afin de préserver la stabilité des prix, les finances publiques et des conditions monétaires saines, et une balance des paiements stable.
L'article 3 B précise que l'action de la Communauté s'exerce dans le respect des principes de proportionnalité et de subsidiarité.
Les institutions créées en 1957 sont maintenues par l'article 4(1) du TCE avec l'ajout de la Cour des comptes. Afin de réaliser l'objectif « monnaie unique », le système européen de banques centrales est créé ainsi qu'une Banque centrale européenne. Une Banque européenne d'investissement est également créée par l'article 4 B.

#### Citoyenneté (partie II)

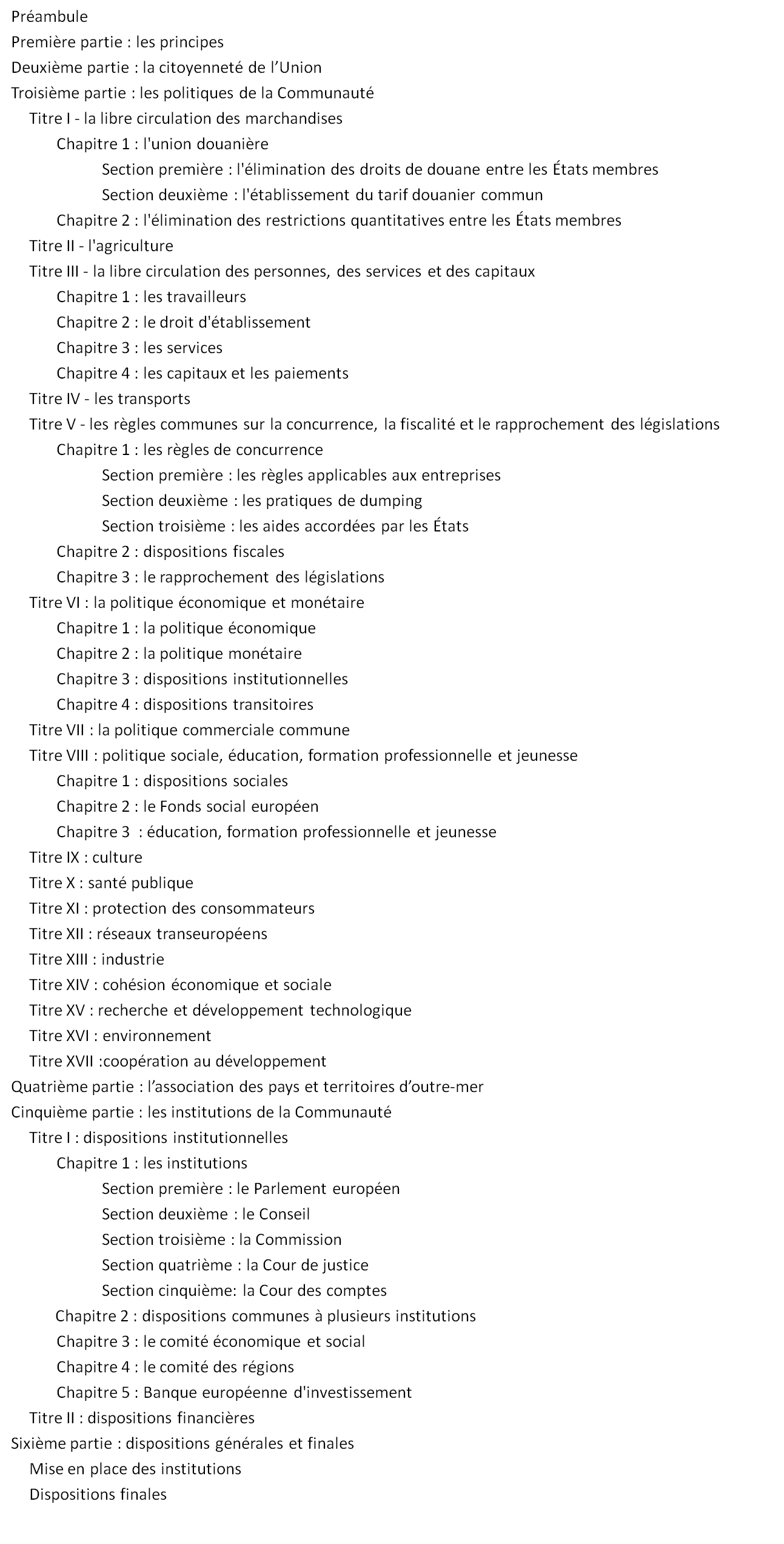
Plan du traité CE en 1992.

Un deuxième partie, titrée « la citoyenneté de l'Union », est également insérée. Celle-ci est définie comme suit :

« Est citoyen de l'Union toute personne ayant la nationalité d'un État membre. »

— Article 8 du traité instituant la Communauté européenne de 1992
La partie énonce les droits des citoyens européens, dont le droit de libre circulation et de libre séjours (prévu à l'article 8 A et sous réserve de limitations), le droit de vote et d'éligibilité aux élections municipales dans l'État membre où il réside (ce droit d'éligibilité peut toutefois être limité notamment lorsque l'agent municipal exerce une fonction régalienne. Ainsi, un citoyen européen non-français ne peut devenir maire d'une commune de France, le maire étant électeur du Sénat), le droit de vote et d'éligibilité aux élections au Parlement européen dans l'État membre où il réside, la protection des autorités diplomatiques et consulaires de tout État membre dans un État tiers et le droit de pétition (prévu à l'article 8 D).

#### Politiques communautaires (partie III)
Les anciennes parties II et III du traité CEE sont unies en une seule partie sur les politiques communautaires.
Le titre I sur la libre circulation des marchandises, le titre II sur l'agriculture et le titre IV sur les transports ne sont pas modifiés.
Le titre III sur la libre circulation des personnes, des services et des capitaux est un peu modifié et inclut une référence à l'article 189 B qui institue la procédure de codécision (actuelle procédure législative ordinaire. Le chapitre 4 sur les capitaux et les paiements prévoit un maintien temporaire des articles 67 à 73 du TCEE au sein du TCE, prévoyant leur remplacement le 1er janvier 1994 par les articles 73 B à 73 G.
La section 3, du chapitre 1 du titre V sur les aides accordées par les États (dans le cadre du droit de la concurrence), le chapitre 2 sur les dispositions fiscales et le chapitre 3 sur le rapprochement des législations sont modifiés. Il s'agit notamment d'ajouter une exception à l'interdiction des aides d'État (portant sur les « aides destinées à promouvoir la culture et la conservation du patrimoine ») et le remplacement et l'insertion d'article au sujet du rapprochement des législations (les « dispositions législatives, réglementaires et administratives des États membres qui ont une incidence directe sur l'établissement ou le fonctionnement du marché commun », la détermination des pays tiers dont les ressortissants doivent être munis d'un visa lors du franchissement frontières extérieures des États membres).
L'ancien titre II du TCEE sur la politique économique devient le titre VI portant sur la politique économique et monétaire. Les chapitres 1, 2 et 3 TCEE – portant respectivement sur la politique économique et monétaire, la politique de conjoncture et la balance des paiements – sont remplacés par des chapitres numérotés de la même façon portant respectivement sur la politique économique, la politique monétaire et les dispositions institutionnelles. Un chapitre 4 sur des dispositions transitoires est également ajouté.
Le chapitre 4 du titre II du TCEE, portant sur la politique commerciale commune, devient le titre VII. Les articles 111, 114 et 116 TCEE, portant sur les mesures transitoires et les accords conclus durant cette période, sont abrogés abrogé.
L'ancien titre III sur la politique sociale est étendu et devient le titre VIII sur la « politique sociale, l'éducation, la formation professionnelle et la jeunesse ». Peu de changements interviennent sur le chapitre 1 concernant les dispositions sociales elles-mêmes (seul l'article 118 A est modifié), toutefois, le chapitre 2 sur le fonds social européen est transformé en deux chapitres : l'un conserve le titre de « Fonds social européen » et ses articles sont légèrement modifiés ; le suivant est le nouveau chapitre 3 titré « éducation, formation professionnelle et jeunesse ».
Le titre IV du TCEE, portant sur la Banque européenne d'investissement, est transformé en chapitre au sein de la partie V sur les institutions de la Communauté.
Plusieurs chapitres sont également ajoutés au TCE : le titre IX sur la culture, le X sur la santé publique, le titre XI sur la protection des consommateurs, le titre XII sur les réseaux transeuropéens, le titre XIII sur l'industrie, le titre XIV sur la cohésion économique et sociale, le titre XV sur la recherche et développement technologique, le titre XVI sur l'environnement et le titre XVII sur la coopération au développement.

#### Pays et territoires d'outre-mer (partie IV)
La partie IV définit les relations entre la Communauté et « les pays et territoires non européens entretenant avec le Danemark, la France, les Pays-Bas et le Royaume-Uni des relations particulières ».
La partie n'a presque pas évolué depuis le traité modifiant les traités instituant les Communautés européennes en ce qui concerne le Groenland de 1984.

#### Institutions (partie V)

##### Dispositions relatives aux institutions
En ce qui concerne les institutions de l'Union européenne, plusieurs changements importants sont apportés par le traité de Maastricht.
En ce qui concerne le Parlement européen, l'article 137 est modifié afin de prendre en compte l'extension des pouvoirs de l'institution. En effet, la référence aux « pouvoirs de délibération et de contrôle » pré-Maastricht est supprimée pour ne plus parler que des « pouvoirs attribués » par le traité. Les articles 138 A à 138 E sont également insérés :
- l'article 138 A au sujet des partis politiques européens, qualifiés de « facteur [important] d'intégration au sein de l'Union »[23],
- l'article 138 B donne au Parlement la possibilité de proposer à la Commission de soumettre des propositions législatives visant à mettre en œuvre le traité[24],
- l'article 138 C permet au Parlement de « constituer une commission temporaire d'enquête pour examiner […] les allégations d'infraction ou de mauvaise administration dans l'application du droit communautaire »[25],
- l'article 138 D crée le droit de pétition au Parlement[26],
- et l'article 138 E attribue au Parlement la capacité de nommer le médiateur européen, dont il fixe également le statut[27].

Les dispositions concernant la Commission européenne sont également modifiées. Le nombre de commissaires est fixé à 17 et l'article 157 prévoit que ce nombre peut être modifié à l'unanimité, tout en précisant qu'il doit y avoir au moins un commissaire par État membre et un maximum de deux par État membre. La procédure de nomination est prévue à l'article 158 qui prévoit que « les gouvernements des États membres désignent d'un commun accord, après consultation du Parlement européen, la personnalité qu'ils envisagent de nommer président de la Commission » puis, « en consultation avec le président désigné, désignent les autres personnalités qu'ils envisagent de nommer membres de la Commission ». Le président et les autres membres sont ensuite soumis au Parlement européen pour approbation. Les autres dispositions insérées sont :
- la possibilité de nommer un à deux vice-présidents au sein de la Commission[31].
- le fait que la Commission doivent publier tous les ans un « rapport général sur l'activité de la Communauté »[32].
- l'invitation explicite à la Commission et au Conseil à conclure un accord interinstitutionnel régissant leur coopération[33].

À l'inverse, des dispositions sont ajoutées au sujet du Conseil de l'Union européenne. Ces dispositions concernent notamment :
- le Conseil doit être formé d'un représentant de « niveau ministériel, habilité à engager le gouvernement de [l']État membre »[34],
- le Comité des représentants permanents (Coreper) qui a pour fonction de préparer les réunions[35].

Les dispositions de la Cour de justice des Communautés européennes se trouvent à l'article 165, qui a remplacé l'article 165 précédent. Le Tribunal de première instance de l'Union européenne est également créé. Il est « chargé de connaître en première instance, sous réserve d'un pourvoi porté devant la Cour de justice, limité aux questions de droit, dans les conditions fixées par le statut, de certaines catégories de recours déterminées [par décision du Conseil sur consultation du Parlement européen et de la Commission] ».
Une cinquième institution est créée par l'ajout d'une section relative à la Cour des comptes, dont le rôle est de contrôler les comptes. Elle « examine les comptes de la totalité des recettes et dépenses de la Communauté » ainsi que des organismes créés par la Communauté tant que l'acte de fondation ne les en exclu pas.

##### Création d'organes
Le Comité des régions fut créé par l'ajout du chapitre 4 du traité au point 67 du traité de Maastricht. Le point 68 crée la Banque européenne d'investissement dont le statut est précisé dans un protocole annexé au traité.

##### Procédures: dispositions communes
L'article 189 est modifié afin de prendre en compte l'augmentation des compétences du Parlement européen. Ainsi, la phrase introductive de l'article, qui disposait que « le Conseil et la Commission arrêtent des règlements et des directives, prennent des décisions et formulent des recommandations ou des avis », est désormais formulé ainsi : « le Parlement européen conjointement avec le Conseil, le Conseil et la Commission arrêtent des règlements et des directives, prennent des décisions et formulent des recommandations ou des avis ».
La procédure de codécision est également ajoutée à l'article 189 B. Celle-ci prévoit que la Commission présente une proposition au Parlement européen et au Conseil. Ce dernier émet une position commune, après avis du Parlement européen. Cette position commune est transmise au Parlement puis le Conseil et la Commission informe le Parlement de leur position respective. Dans les trois mois, le Parlement peut :
- approuver la position commune, auquel cas le Conseil l'arrête et l'acte est adopté,
- ne pas se prononcer, le Conseil arrête également l'acte de sa position commune,
- indiquer son intention de rejeter la position commune à la majorité absolue de ses membres, auquel cas le Conseil peut convoquer le Comité de conciliation pour préciser sa position. Le Parlement européen vote une seconde fois à la majorité absolue de ses membres le rejet de la position commune, auquel cas, le projet d'acte est réputé non adopté.
- proposer des amendements à la position commune à la majorité de ses membres. Ce texte est ensuite communiqué au Conseil et à la Commission.

Si les amendements sont approuvés par le Conseil, l'acte modifié est adopté. Le Conseil doit les approuver à la majorité qualifiée sauf si la Commission émet un avis négatif, auquel cas l'approbation doit se faire à la majorité. Si l'acte modifié n'est pas adopté, le Comité de conciliation est convoqué. Si le comité approuve un projet commun dans un délai de six semaines, les deux institutions votent pour arrêter l'acte, à la majorité absolue pour le Parlement européen et à la majorité qualifiée lorsqu'il s'agit du Conseil. Si l'une des institutions rejettent l'acte, il n'est pas adopté.
La procédure d'approbation est prévu par l'article 189 C. Dans cette procédure, le traité prévoit un rôle prédominant du Conseil, qui statue « à la majorité qualifiée sur proposition de la Commission et après avis du Parlement européen » sur une position commune. Celle-ci est transmise au Parlement européen qui doit alors l'approuver dans les trois mois pour permettre l'adoption de l'acte par le Conseil. Dans ce délai, le Parlement peut proposer des amendements à la majorité absolue ou rejeter cette position commune. Si le Parlement européen a rejeté la position du Conseil, celui-ci ne peut l'adopter qu'à la majorité en deuxième lecture. Si le Parlement européen adopte des amendements, la Commission réexamine la position commune amendée. La position révisée par la Commission est adoptée à la majorité qualifiée par le Conseil. Les amendements que la Commission n'a pas repris peuvent être adopter à l'unanimité.

#### Dispositions générales et finales (partie VI)
L'article 227 concerne l'application territoriale du traité. Les dispositions du paragraphe 2 sont modifiées afin d'inclure les départements français d'outre-mer tout en retirant l'Algérie, alors française. De même, un paragraphe excluant les îles Féroé de l'application du traité est ajouté.
L'article 228 est modifié par rapport au traité sur la Communauté économique européenne. La procédure est précisée dans l'article. La Commission « présente des recommandations au Conseil qui l'autorise à ouvrir les négociations nécessaires. Ces négociations sont conduites par la Commission, en consultation avec des comités spéciaux désignés par le Conseil pour l'assister dans cette tâche et dans le cadre des directives que le Conseil peut lui adresser ». Les accords négociés sont ensuite conclus à la majorité qualifiée par le Conseil. L'unanimité est toutefois maintenue lorsque l'application de l'accord nécessitera l'application de procédures internes nécessitant elles-mêmes l'unanimité au Conseil. La consultation du Parlement européen est nécessaire pour certains accords.
L'article 231 est modifié de façon à prendre en compte le changement de nom de l'Organisation de coopération et de développement économiques. L'article invite toujours à maintenir des relations entre les deux organisations.

### Version consolidée de 1997: le traité d'Amsterdam

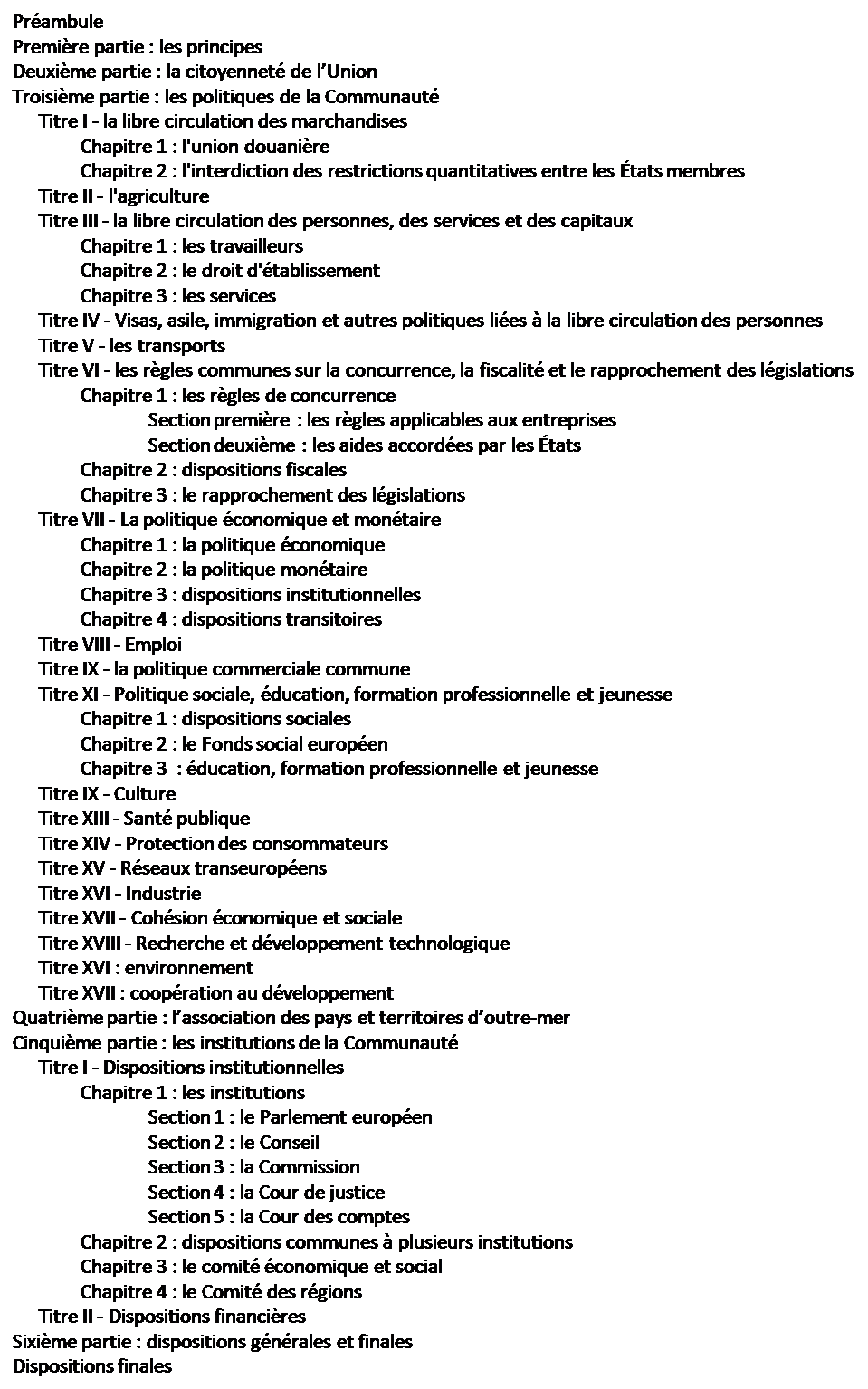
Plan du traité CE en 1997.

Le traité d'Amsterdam apporte plusieurs modifications au traité. La première d'entre elles est une renumérotation des articles et la suppression des éléments liés à la période de transition après l'entrée en vigueur du traité CE dans sa version de 1992. Avant le traité d'Amsterdam, les articles portait soit un chiffre simple, par exemple « article 8 », soit un chiffre accompagné d'une lettre, tel que l'« article 8 A ».

#### Objectifs et missions
L'article 2 du traité CE est et certaines précisions sont ajoutées quant aux missions de la Communauté européenne. Ainsi, en ce qui concerne les activités économiques, le traité prévoit qu'en plus d'être harmonieux et équilibré dans toute la Communauté, il doit également être « durable ». Sont également ajoutées, dans un contexte de chômage et de difficultés sociales, les missions visant à assurer « un niveau d'emploi et de protection sociale élevé » ainsi que « l'égalité entre les hommes et les femmes ». La question de l'environnement, lié à la croissance et à l'inflation dans la version de 1992, devient une mission séparée (et intégrée à l'ensemble des politiques et actions de la CE). La Communauté promeut ainsi « un niveau élevé de protection et d'amélioration de la qualité de l'environnement ». Aux côtés de la convergence des performances économiques, le traité appelle dorénavant la Communauté à maintenir un haut niveau de compétitivité.

#### Renforcement des politiques sociales
Un des points importants du traité fut l'intégration et le renforcement des politiques sociales. Dans un premier temps, un point 3(1)(i) fut ajouté à l'article 3. Celui-ci ajoute un champ d'action :

« Article 3
Aux fins énoncées à l'article 2, l'action de la Communauté comporte, dans les conditions et selon les rythmes prévus par le présent traité :[…]
i) la promotion d'une coordination entre les politiques de l'emploi des États membres en vue de renforcer leur efficacité par l'élaboration d'une stratégie coordonnée pour l'emploi; […] »

— Article 3(1)(i) du TCE version consolidée de 1997
De la même manière, la « politique dans le domaine social » est renforcée. L'élection d'un gouvernement travailliste mené par Tony Blair au Royaume-Uni permis de lever l'objection britannique à la politique sociale telle que prévue par le protocole de 1989. Ainsi, la charte sociale européenne de 1961 (charte adoptée dans le cadre du Conseil de l'Europe) et la Charte communautaire des droits sociaux fondamentaux des travailleurs de 1989 sont désormais citées à l'article 136 traité. Un titre VIII spécifique sur l'emploi est également ajouté dans le traité instituant la Communauté européenne, thème qui devient dès lors une question « d'intérêt communautaire »,,. 

#### Création de l'espace de liberté et de sécurité et intégration de l'acquis de Schengen
Le traité créa l'espace de liberté, de sécurité et de justice en communautarisant (premier pilier) une partie de ce qui était le troisième pilier,. Afin de permettre la création de cet espace, il intégra l'acquis de Schengen dans le titre IV du traité CE, titré : « Visas, asile, immigration et autres politiques liées à la libre circulation des personnes »,. En conséquence de cette intégration, le troisième pilier fut réduit à la coopération policière judiciaire en matière pénale.

#### Création du mécanisme de coopération renforcée
L'article 11 du TCE, au sujet de la coopération renforcée, est également ajouté. Cet ajout permet aux « États membres qui se proposent d'instaurer entre eux une coopération renforcée peuvent être autorisés […] à recourir aux institutions, procédures et mécanismes prévus par le présent traité ». Des conditions sont introduites pour la réalisation de ces coopérations : les domaines de compétence exclusive sont exclus, les politiques, actions et programmes de la CE ne doivent pas être influencé, ne concerne pas la citoyenneté, soit dans la limite des compétences de la Communauté et n'entrave pas le marché intérieur. Aucune ne fut mise en pratique entre 1997 et 2006.

#### Prises en compte des réalisations et faibles avancées institutionnelles
Plusieurs articles sont également supprimés du fait de la réalisation des objectifs qui y avaient été définis :
- le marché intérieur étant alors en voie de complétion, les articles 7 et 7 B[51],
- les articles 13 à 27 concernant l'établissement de l'union douanière[64],
- les articles 31 à 33 et 35 concernant les restrictions quantitatives à l'importation et à l'exportation[65],
- les articles 67 à 73 A sur la période transitoire d'établissement de la libre circulation des capitaux[66].

En matière institutionnelles, le traité d'Amsterdam apporta des modifications sans toutefois permettre de modifier la composition de la Commission et la pondération des votes au Conseil. La majorité qualifiée fut également introduit à de nouveaux domaines.
L'article 299 permet la création du Contrôleur européen de la protection des données.

### Version consolidée de 2002: le traité de Nice

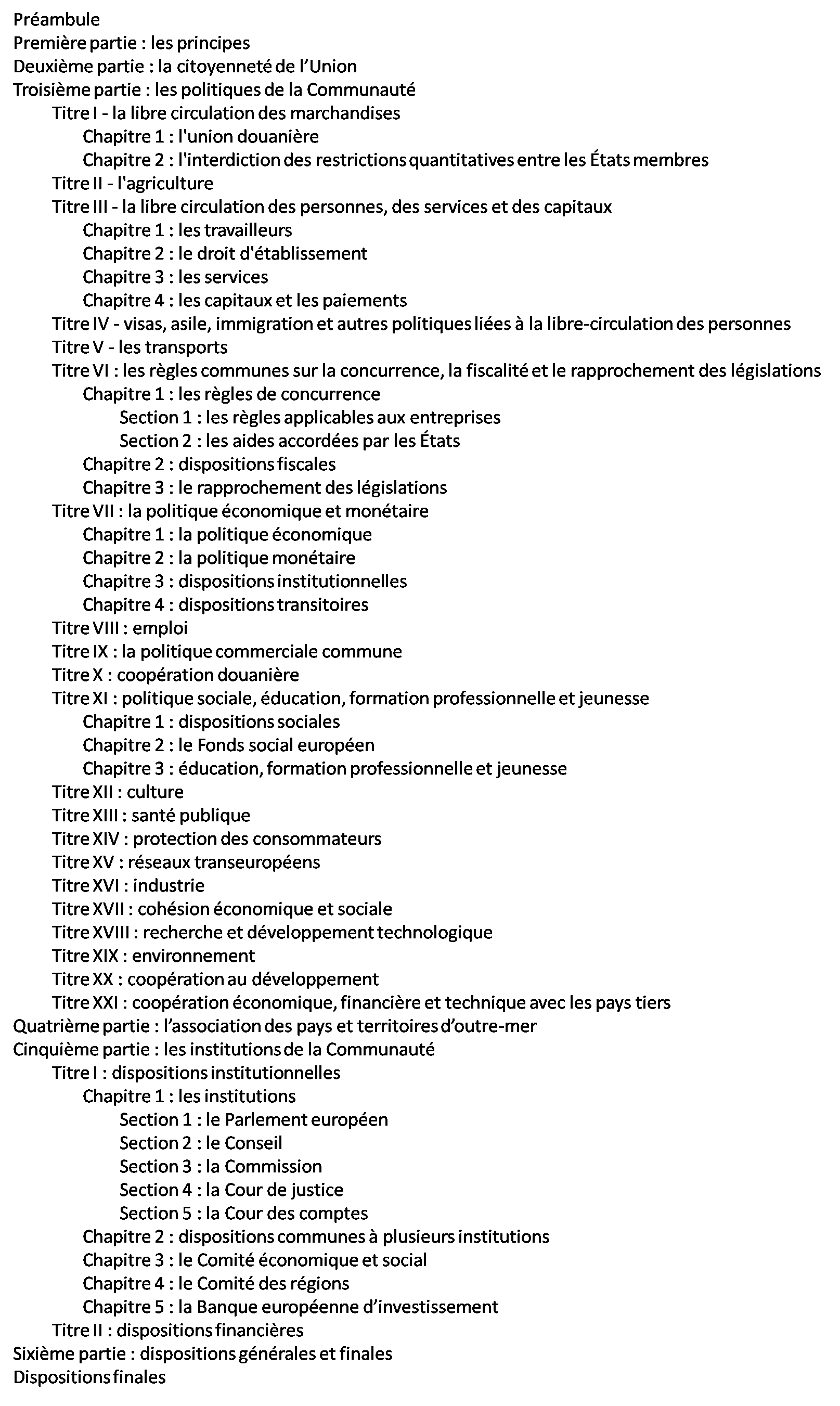
Plan du traité CE en 2002.

Le traité de Nice a notamment étendu les domaines de la codécision, a renforcé la PESC et apporta quelques modifications institutionnelles afin de permettre l'élargissement. Les modifications du traité de Nice sont cependant qualifiées de modifications a minima du fait des tensions qui étaient apparus lors du Conseil européen du 7 au 9 décembre 2000 à l'occasion duquel les petits et les grands États membres n'ont pas pu s'entendre sur la pondération des votes au Conseil et sur le nombre de commissaires.

#### Extension de la majorité qualifiée au Conseil
Le traité prévoit le passage à la majorité qualifiée dans plusieurs domaines, notamment dans la nomination du Secrétaire général et du Secrétaire général adjoint du Conseil, l'approbation des conditions générales d'exercice de la fonction de député européen préalablement fixée par le Parlement européen.
La Communauté gagne également une compétence d'appui dans plusieurs domaines : « la sécurité sociale et la protection sociale des travailleurs », « la protection des travailleurs en cas de résiliation du contrat de travail », « la représentation et la défense collective des intérêts des travailleurs et des employeurs, y compris la cogestion », « les conditions d'emploi des ressortissants des pays tiers se trouvant en séjour régulier sur le territoire de la Communauté », « la lutte contre l'exclusion sociale » et « la modernisation des systèmes de protection sociale »,.

#### Dispositions institutionnelles

##### Commission
En ce qui concerne la nomination de la Commission, la mention des « gouvernements des États membres [qui] désignent d'un commun accord la personnalité qu'ils envisagent de nommer président de la Commission » est modifiée et devient « le Conseil, réuni au niveau des chefs d'État ou de gouvernement et statuant à la majorité qualifiée, désignent la personnalité qu'il envisage de nommer président de la Commission ». Ce changement marque une institutionnalisation de la procédure car dorénavant il s'agit d'une institution de l'Union qui désigne un président et pas les gouvernements per se, de même, le consensus n'est plus nécessaire à la nomination du président vu qu'un vote à la majorité qualifiée est possible si aucun consensus n'est trouvé.
De même, l'article 217 relatif, à l'origine, aux deux vice-présidents, est remplacé. Le texte ajouté dispose que, désormais, le président de la Commission définit les orientations politiques de l'institution, et « décide de son organisation interne, afin d'assurer la cohérence, l'efficacité, et la collégialité, de son action ». Cette capacité d'organisation interne concerne notamment le nombre de vice-présidents, qui n'est plus limité à deux, et la modification des portefeuilles.

##### Cour de justice et Tribunal de première instance
Plusieurs dispositions sont modifiées afin de permettre à la Cour de justice de gérer l'élargissement. Dans un premier temps, au lieu de donner un nombre spécifique de juges membres de la Cour de justice (« La Cour de justice est formée de quinze juges ».), celle-ci est désormais composé de « un juge par État membre ». De même, là où l'article prévoyait que la formation normale de la Cour de justice était la plénière et qu'elle pouvait éventuellement créer des chambres, l'article 221 du TCE dans sa version de 2002 prévoit que la Cour siège « en chambres ou en grande chambre », même si certaines circonstances prévues dans les statuts de la Cour prévoit qu'elle puisse siéger en plénière.
Le Tribunal de première instance est désormais inclus, au côté de la Cour de justice et dans le cadre de ses compétences, à l'article 220 et assure désormais également « le respect du droit dans l'interprétation et l'application du présent traité ». Bien que le traité prévoit que le nombre de juges sera déterminé par le statut de la Cour, le Tribunal compte au moins un juge par État membre. Le traité modifié liste également les compétences du Tribunal :
- le tribunal peut « connaître en première instance des recours visés aux articles 230[N 4], 232[N 5], 235[N 6], 236[N 7] et 238[N 8], à l'exception de ceux qui sont attribués à une chambre juridictionnelle et de ceux que le statut réserve à la Cour de justice ». Les décisions rendues dans le cadre de ces compétences peuvent faire l'objet d'un renvoi devant la Cour de justice
- les recours formés à la suite d'une décision d'une des chambres juridictionnelles du tribunal.
- certaines questions préjudicielles.

La possibilité de créer des chambres juridictionnelles du Tribunal est prévue à l'article 225 A du traité. Elles peuvent connaître en première instance de certaines catégories de recours formés dans des matières spécifiques.

##### Cour des comptes
À l'instar de la Cour de justice, la composition de la Cour des comptes est adaptée en prévision du futur élargissement. La question du nombre de ses membres est fixé à « un national de chaque État membre ». Ceux-ci sont désormais nommés par le Conseil à la majorité qualifiée, alors qu'auparavant il s'agissait de l'unanimité, après consultation du Parlement européen.

#### Coopération renforcée
Les dispositions relatives à la coopération renforcée sont séparées en deux articles, les articles 11 et 11 A, qui définissent respectivement les conditions de création d'une coopération renforcée et la possibilité pour un autre État membre d'en rejoindre une préexistante.

### Version consolidée de 2006: prise en compte des élargissements
Les modifications apportées au traité en 2006 sont mineures et résulte de la prise en compte de la première phrase du cinquième élargissement. Cette consolidation précède également la deuxième phase de cet élargissement à la Bulgarie et à la Roumanie.
Le traité prend ainsi en compte la répartition des sièges au sein des institutions, tel que le Parlement européen, la pondération des voix au Conseil de l'Union européenne, le Conseil économique et social et le Comité des régions.
Ainsi, l'article 299 inclut des modifications issues de la première phase du cinquième élargissement, notamment en étendant l'application du traité à Akrotiri et Dhekelia en adaptation à l'adhésion de Chypre.